# Christuskerk (Konstanz)
De Christuskerk Sint-Koenraad (Duits: Christuskirche St. Konrad) is de kerk van de oudkatholieke parochie in de binnenstad van Konstanz aan de Bodensee in de Duitse deelstaat Baden-Württemberg.

## Geschiedenis
De Christuskerk Sint-Koenraad werd in de jaren 1604-1607 gebouwd door de jezuïeten, die de contrareformatie in Konstanz moesten ondersteunen. Bij de in de stijl van de late renaissance gebouwde kerk verrezen ook ongewijsinstellingen. Patroonheilige werd de heilige Koenraad, in de jaren 934-975 de bisschop van het vroegere bisdom Konstanz.
Naar Romeins voorbeeld werd de kerk gebouwd als muurpijlerbasiliek, met een ingesnoerd koor en een oorspronkelijk vlak plafond. De jezuïet Heinrich Mayer liet de kerk in 1682 verbouwen en het vlakke plafond werd toen vervangen door het barokke tongewelf met stucwerk. In de jaren 1929-1930 dreigde het gewelf in te storten en liet men het vervangen door een schijngewelf, dat aan een stalen constructie hangt.
Na de opheffing van de orde van de jezuïeten in 1773 werd het gymnasium geseculariseerd. In 1904 werd de kerk aan de oudkatholieke parochie van de stad overgedragen, die daarvoor door de school werd gebruikt voor de erediensten. Het gymnasium kreeg in de jaren 1910-1911 nieuwbouw in het op de rechter oever van de Rijn gelegen stadsdeel Petershausen.
Sinds 1962 is het kerkgebouw eigendom van de deelstaat, die daarmee ook voor het onderhoud van het gebouw verantwoordelijk is. Vanaf 2008 werd het exterieur van de kerk gerenoveerd en in de jaren tot 2014 vond een ingrijpende restauratie van het interieur plaats.

## Interieur
Van de oorspronkelijke kerkinventaris bleven een beeld van Maria met Kind bewaard, een werk van de Nederlandse meester Hans Morinck. Bewaard bleven ook de 15 rozenkransschilderijen aan de pijlers van het kerkschip. Ze werden op hout geschilderd door een onbekende kunstenaar en dragen steeds het wapen van de schenker van het werk.
In de koorruimte bevinden zich vier schilderijen met portretten van ordeheiligen (Aloysius Gonzaga, Ignatius van Loyola, Stanislaus Kostka en de Martelaren van Nagasaki). Deze schilderijen worden gedateerd op 1683.
Het huidige interieur in rococo-stijl stamt uit de jaren 1761-1763. Alle altaren werden toen verbouwd, waarbij de nevenaltaren in het koor werden verwijderd. Uit dezelfde tijd stammen ook de huidige kansel, de biechtstoelen en kerkbanken. De kerkbanken hebben nog de ingekerfde inschriften uit de tijd dat de school in de 18e en 19 eeuw het gebouw voor de erediensten gebruikte.

#### Altaren
- Het tabernakel van het hoogaltaar heeft een vergulde en met zilverbeslag belegde opzet. Het altaarschilderij werd reeds in 1740 geschilderd door de Boheemse schilders Franz Anton Palko en toont de aanbidding van de naam van Jezus. Uit de oorspronkelijke kerkinventaris stammen de vier beelden en het kruis in de triomfboog.
- Links staat in het kerkschip het Maria-altaar met schilderijen van Franz Ludwig Hermann (1732–1791): de Moeder Gods met de heiligen Aloysius en Stanislaus en daarboven de dood van Sint-Jozef. De middeleeuwse piëta op de altaartafel werd in recentere tijden door een vrijgevige parochiaan geschonken.
- Op de rechterkant staat het altaar ter ere van het Heilig Sacrament. De schilderijen (eveneens van Franz Ludwig Hermann (1732–1791)) stellen de door heiligen omgeven Heilige Drievuldigheid en Johannes Nepomucenus voor.

#### Relikwieën
In de kerk bevinden zich meerdere relieken. In de beide zijaltaren zijn deze relieken ook achter glas te zien. Ook rusten hier de vermeende relikwieën van Sint-Constantius van Perugia, van Sint-Urbanus en Sint-Felicianus.

## Orgel
Op de westelijke galerij staat een klein orgel. Het werd vermoedelijk in 1842 door de orgelbouwer Joseph Braun geïnstalleerd en in de jaren 1875-1897 door de orgelbouwer Wilhelm Schwarz veranderd. Het instrument bezit 15 registers verdeeld over twee manualen en pedaal en voor het laatst in 2012 door Orgelbau Vleugels uit Hardheim gerestaureerd.